# Pamol Plantations Plc
La Pamol Plantations Plc est une entreprise agro-industrielle publique de la région du Sud-Ouest du Cameroun, sur une activité reprise en 1996, jadis filiale du groupe britannique Unilever de 1949 à 1996. 

## Histoire
L'entreprise est issue du groupe néérlando-britannique Unilever. Le premier moulin des Plantations Pamol, est inauguré le 14 avril 1967 à Lobé par le président camerounais Ahmadou Ahidjo. En 1987, Unilever engage la liquidation volontaire de sa filiale. Cependant elle demeure une filiale de Unilever jusqu'en juillet 1996, la nouvelle société reprend les activités en novembre 1996, Pamol Plantations Ltd a été transformée en Pamol Plantations Public Liability Company en novembre 2006 pour se conformer au traité OHADA. Depuis cette date l'État camerounais détient 79,53 % des actions.

## Activités
La Pamol produit de l'huile de palme, du caoutchouc naturel et quelques cultures plus marginales. Toutes ces plantations sont situées dans le sud-ouest du Cameroun.
La Pamol possède plusieurs plantations :
- Lobé, plantation (3 263 ha), siège social
- Ndian, plantation située en rive gauche de la rivière Ndian dans la commune de Mundemba, (≈ 2 000 employés en 2011)
- Bai (acquise en 1910-12, près de l'endroit où la rivière Même n'est plus navigable en raison des chutes[Hrz 1]).